# دوایت مک‌نیل
دوایت مک‌نیل (انگلیسی: Dwight McNeil؛ زادهٔ ۲۲ نوامبر ۱۹۹۹) بازیکن فوتبال اهل انگلستان است.
از باشگاه‌هایی که در آن بازی کرده‌است می‌توان به باشگاه فوتبال برنلی و باشگاه فوتبال اورتون اشاره کرد.
وی همچنین در تیم‌های ملی فوتبال زیر ۲۰ سال انگلستان و زیر ۲۱ سال انگلستان بازی کرده‌است.